# Liste des monuments historiques de Grenoble
Cet article recense les monuments historiques de Grenoble, en France.

## Statistiques
En 2021, Grenoble compte 34 protections au titre des monuments historiques, dont 11 édifices classés au moins partiellement, et 23 inscrits.
Le graphique suivant résume le nombre d'actes de protection par décennies (ou par année avant 1880) :

## Liste
| Monument                                  | Adresse                                                   | Coordonnées                      | Notice         | Protection     | Date      | Illustration                              |
| ----------------------------------------- | --------------------------------------------------------- | -------------------------------- | -------------- | -------------- | --------- | ----------------------------------------- |
| Bastille                                  |                                                           | 45° 11′ 56″ nord, 5° 43′ 29″ est | « PA00117197 » | Inscrit        | 1989      | Bastille                                  |
| Basilique Saint-Joseph de Grenoble        | Beyle-Stendahl (rue)                                      | 45° nord, 5° est                 | « PA38000044 » | Inscrit        | 2022      | Basilique Saint-Joseph de Grenoble        |
| Caserne Vinoy                             | à l'angle du quai Jongkind et de la place de Lavalette    | 45° 11′ 41″ nord, 5° 43′ 51″ est | « PA00117177 » | Inscrit        | 1943      | Caserne Vinoy                             |
| Cathédrale Notre-Dame                     |                                                           | 45° 11′ 33″ nord, 5° 43′ 56″ est | « PA00117178 » | Classé Inscrit | 1862 2013 | Cathédrale Notre-Dame                     |
| Chapelle Sainte-Marie-d'en-Bas            | Rue Très-Cloîtres                                         | 45° 11′ 32″ nord, 5° 44′ 02″ est | « PA00117179 » | Classé         | 1988      | Chapelle Sainte-Marie-d'en-Bas            |
| Collégiale Saint-André                    | 9 place St-André                                          | 45° 11′ 34″ nord, 5° 43′ 41″ est | « PA00117181 » | Classé         | 2010      | Collégiale Saint-André                    |
| Crypte archéologique                      |                                                           | 45° 11′ 34″ nord, 5° 43′ 54″ est | « PA00132939 » | Classé         | 1994      | Crypte archéologique                      |
| Église Saint-Louis                        | Rue Félix-Poulat                                          | 45° 11′ 23″ nord, 5° 43′ 33″ est | « PA00117183 » | Inscrit        | 1974      | Église Saint-Louis                        |
| Garage hélicoïdal                         | 6 rue de Bressieux                                        | 45° 11′ 27″ nord, 5° 43′ 35″ est | « PA00117184 » | Inscrit        | 1989      | Garage hélicoïdal                         |
| Halle Sainte-Claire                       | 19 place Sainte-Claire                                    | 45° 11′ 27″ nord, 5° 43′ 51″ est | « PA38000025 » | Inscrit        | 2007      | Halle Sainte-Claire                       |
| Hôtel de Ville de Grenoble                | Jean-Pain (boulevard) 11                                  | 45° 11′ 11″ nord, 5° 44′ 11″ est | « PA38000046 » | Inscrit Classé | 2023 2025 | Image manquante Téléverser                |
| Hôtel du Bouchage                         | 5 place Saint-André                                       | 45° 11′ 34″ nord, 5° 43′ 43″ est | « PA00117185 » | Inscrit        | 1989      | Hôtel du Bouchage                         |
| Hôtel de Croy-Chasnel et de Pierre Bucher | 4, 6 rue Brocherie 1 impasse Brocherie 6 place Notre-Dame | 45° 11′ 35″ nord, 5° 43′ 52″ est | « PA00117186 » | Inscrit        | 1988      | Hôtel de Croy-Chasnel et de Pierre Bucher |
| Hôtel de François-Marc                    | 22 rue Barnave                                            | 45° 11′ 34″ nord, 5° 43′ 48″ est | « PA00117190 » | Classé         | 1992      | Hôtel de François-Marc                    |
| Hôtel de Lesdiguières                     | rue Hector-Berlioz                                        | 45° 11′ 34″ nord, 5° 43′ 38″ est | « PA38000042 » | Inscrit        | 2021      | Hôtel de Lesdiguières                     |
| Hôtel de préfecture de l'Isère            | 10-12 place de Verdun                                     | 45° 11′ 18″ nord, 5° 43′ 57″ est | « PA00135711 » | Inscrit Classé | 1995 1998 | Hôtel de préfecture de l'Isère            |
| Immeuble                                  | 9 rue Chenoise                                            | 45° 11′ 36″ nord, 5° 43′ 51″ est | « PA00117187 » | Inscrit        | 1987      | Immeuble                                  |
| Immeuble                                  | 10-12 rue Chenoise                                        | 45° 11′ 37″ nord, 5° 43′ 53″ est | « PA00117188 » | Inscrit        | 1987      | Immeuble                                  |
| Immeuble                                  | 14 rue Chenoise                                           | 45° 11′ 37″ nord, 5° 43′ 53″ est | « PA00117189 » | Inscrit        | 1987      | Immeuble                                  |
| Lycée Stendhal                            |                                                           | 45° 11′ 22″ nord, 5° 43′ 48″ est | « PA00117180 » | Inscrit        | 1964      | Lycée Stendhal                            |
| Maison                                    | 2 rue Jean-Jacques-Rousseau                               | 45° 11′ 29″ nord, 5° 43′ 49″ est | « PA00117193 » | Inscrit        | 1927      | Maison                                    |
| Appartement du docteur Gagnon             | 20 Grande Rue                                             | 45° 11′ 30″ nord, 5° 43′ 40″ est | « PA00117192 » | Inscrit        | 2000      | Appartement du docteur Gagnon             |
| Maison natale de Stendhal                 | 14 rue Jean-Jacques-Rousseau                              | 45° 11′ 29″ nord, 5° 43′ 44″ est | « PA38000010 » | Inscrit        | 2000      | Maison natale de Stendhal                 |
| Maison Rabot                              | 17 rue Jean-Jacques-Rousseau                              | 45° 11′ 29″ nord, 5° 43′ 42″ est | « PA00117194 » | Inscrit        | 1927      | Maison Rabot                              |
| Maison Vaucanson                          | 8 rue Chenoise                                            | 45° 11′ 37″ nord, 5° 43′ 53″ est | « PA00117191 » | Inscrit        | 1983      | Maison Vaucanson                          |
| Musée de l'Ancien Évêché                  | 2 rue Très-Cloître                                        | 45° 11′ 35″ nord, 5° 43′ 55″ est | « PA00117365 » | Inscrit        | 1989 1990 | Musée de l'Ancien Évêché                  |
| Musée archéologique                       |                                                           | 45° 11′ 52″ nord, 5° 43′ 53″ est | « PA00117182 » | Classé         | 1977      | Musée archéologique                       |
| Musée-bibliothèque                        | 9 place de Verdun                                         | 45° 11′ 23″ nord, 5° 43′ 59″ est | « PA00117202 » | Inscrit        | 1992      | Musée-bibliothèque                        |
| Monastère de Sainte-Marie-d'en-Haut       |                                                           | 45° 11′ 42″ nord, 5° 43′ 36″ est | « PA00117195 » | Classé         | 1916 1965 | Monastère de Sainte-Marie-d'en-Haut       |
| Muséum d'histoire naturelle               |                                                           | 45° 11′ 17″ nord, 5° 44′ 07″ est | « PA00117196 » | Inscrit        | 1944      | Muséum d'histoire naturelle               |
| Palais du parlement du Dauphiné           | 4 place Saint-André                                       | 45° 11′ 36″ nord, 5° 43′ 43″ est | « PA00117198 » | Classé Inscrit | 1889 1992 | Palais du parlement du Dauphiné           |
| Porte de France                           |                                                           | 45° 11′ 37″ nord, 5° 43′ 10″ est | « PA00117199 » | Classé         | 1925      | Porte de France                           |
| Porte Saint-Laurent                       |                                                           | 45° 11′ 53″ nord, 5° 43′ 54″ est | « PA00117200 » | Inscrit        | 1931      | Porte Saint-Laurent                       |
| Poudrière de Vauban                       | Rue du Commandant-L'Herminier                             | 45° 11′ 34″ nord, 5° 44′ 08″ est | « PA00117201 » | Inscrit        | 1973      | Poudrière de Vauban                       |
| Remparts romains                          | 1, 7 rue Jean-Jacques-Rousseau                            | 45° 11′ 27″ nord, 5° 43′ 46″ est | « PA00117203 » | Inscrit        | 1957      | Remparts romains                          |
| Tour Perret                               | Parc Paul-Mistral                                         | 45° 11′ 05″ nord, 5° 44′ 07″ est | « PA00117204 » | Classé         | 1998      | Tour Perret                               |
| Villa Les Cyclamens                       | Anatole-France (avenue) 16                                | 45° 10′ 28″ nord, 5° 42′ 44″ est | « PA38000048 » | Inscrit        | 2024      | Image manquante Téléverser                |